# Hervé Pinoteau
Hervé Pinoteau, VI barón Pinoteau (19 de julio de 1927 - 24 de noviembre de 2020) fue un historiador francés, experto en investigación heráldica y reconocido experto en vexilología francesa. Además fue un decidido legitimista monárquico. Fue autor de más de 900 artículos y 22 libros, principalmente sobre historia y heráldica.

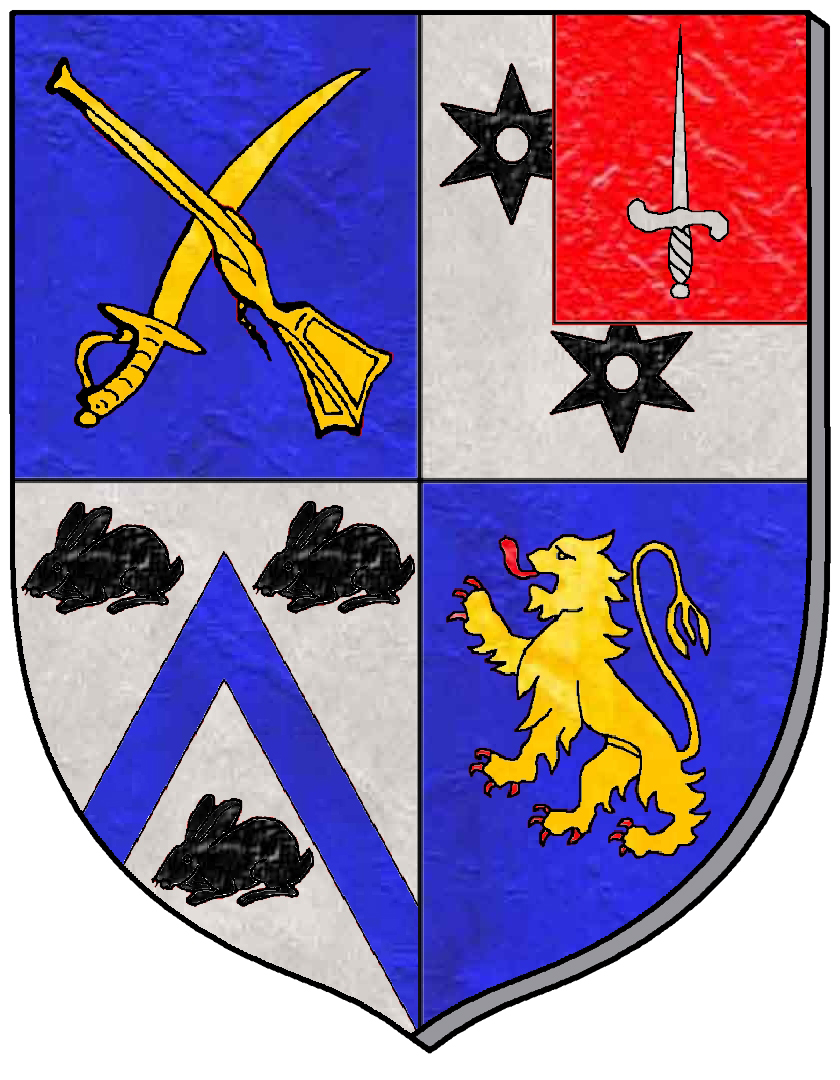
Blasón personal de Hervé Pinoteau

## Biografía
Pinoteau nació en París. De 1950 a 1951 sirvió en el ejército francés como teniente. Trabajó como secretario privado del difunto Alfonso de Borbón y Dampierre, duque de Anjou, durante 26 años.
Fue miembro de la Academia Internacional de Heráldica, de la que fue secretario general durante varios años (1964-1988). Fue presidente de la veterana Sociedad Nacional de Anticuarios de Francia en 2010. Se le encargó crear el escudo de armas de la región de Pays de la Loire en Francia y realizar el diseño final del escudo de armas de la República del Chad. Pinoteau era un convencido monárquico que creía en la restauración de la Casa de Borbón en el trono francés. Fue el fundador del Secretariado del Príncipe Alfonso, Duque de Borbón (1962) y del Instituto de la Casa de Borbón (1973). Fue considerado uno de los revitalizadores del movimiento legitimista en Francia.

## Premios
- Bailío Caballero Gran Cruz de Justicia de la Sagrada Orden Militar Constantiniana de San Jorge (en italiano: Sacro Militare Ordine Costantiniano di San Giorgio)
- Caballero de la Legión de Honor (francés: Ordre national de la Légion d'honneur)
- Comendador de la Orden del Infante Dom Henrique (en portugués: Ordem do Infante Dom Henrique)
- Gran oficial de la Orden Civil de Alfonso X el Sabio
- 1990 - Premio Nacional de Historia de la Academia Nacional de Reims - Fundación Paillard (l'Académie nationale de Reims - Fondation Paillard)

## Obras seleccionadas
Entre sus numerosas publicaciones se encuentran contribuciones a:
- Encyclopædia universalis (Thesaurus Index),[5]
- Dictionnaire du Grand siècle de François Bluche,
- Dictionnaire du Second Empire de Jean Tulard,
- Encyclopédie de la culture française d’Éclectis,
- Dictionnaire de biographie française, and
- Dictionnaire mondial des images de Laurent Gervereau.

### Libros
- Monarchie et avenir, Nouvelles Editions Latines, Paris 1960
- L'héraldique capétienne, 1976, revised 2000
- L'État de l'Ordre du Saint-Esprit en 1830 et la survivance des ordres du roi, 1983
- Hervé Pinoteau, Fabien Gandrille, Christian Papet-Vauban, Etat présent de la maison de Bourbon : pour servir de suite à l'almanach royal de 1830 et à d'autres publications officielles de la Maison, Léopard d'or, 1986
- Études sur les ordres de chevalerie du Roi de France, Le léopard d'Or, Paris 1995
- Le chaos français et ses signes, 1998
- Hervé Pinoteau, Jean de Vaulchier, Jacques Amable de Saulieu, Jean de Bodinat, Armorial de l'ANF - Association d'entraide de la Noblesse Française - Hervé Pinoteau : Héraldique et noblesse en préface de l'ouvrage
- La symbolique royale française, 2004
- Saint Louis: Son entourage et la symbolique chrétienne, 2006
- Cinq études d'héraldique et de symbolique étatique, Léopard d'or, 2007